# Armée populaire révolutionnaire antisubversive de Colombie
L'Armée populaire révolutionnaire antisubversive de Colombie (espagnol : Ejército Revolucionario Popular Antisubversivo de Colombia) ou (ERPAC) était une organisation narcoparamilitaire et l’un des groupes criminels émergents au service du narcotrafic (Bacrim), faisant partie du Conflit armé colombien.

## Histoire

### Antécédents
Il était l’héritier des zones d’influence militaire et de narcotrafic du Bloc Centauros des Autodefensas Unidas de Colombia, dirigé par le chef paramilitaire assassiné Miguel Arroyave alias 'Arcángel' (assassiné par ses propres hommes en 2004). dont la mort est attribuée à Cuchillo et au Loco Barrera. Il entra en conflit territorial avec les FARC-EP pour le contrôle des cultures de coca dans sa zone d’influence, bien que l’un de ses anciens dirigeants, Daniel "El Loco" Barrera, ait commencé sa carrière criminelle aux côtés des FARC-EP, en achetant la Cocaïne produite par les guérilleros dans l’ancienne Zone de Distensión (es).

### Origine et développement
Fondé par le narcoparamilitaire Pedro Oliviero Guerrero Castillo alias "Cuchillo" (abattu en 2010 lors de l'Opération Diamante), qui s'était démobilisé avec le 'Bloque Héroes del Guaviare', l’ERPAC est créé avec 200 hommes. Il s’allia au narcotrafiquant Daniel Barrera alias le "Loco Barrera" (capturé en 2012), et disposait à l’époque de 725 hommes armés dans l’Orénoquie colombienne. L’ERPAC fut en guerre contre 'Los Macacos', qu’il vainquit en 2008, et conclut également un accord territorial avec les FARC-EP.
Après la mort de Cuchillo et la capture du Loco Barrera, 500 membres de l’ERPAC se sont soumis à la justice en 2011.

### Groupes postérieurs
L’ERPAC fut divisé en deux blocs après la démobilisation du groupe d’origine : le Bloque Meta (dirigé par alias Jhonatan ou El Enano, capturé en novembre 2015), qui opérait dans le sud du département du Meta, et le Bloque Libertadores del Vichada, actif dans le département du Vichada (dirigé par alias Pijarvey, abattu par la police en octobre 2015). En 2016, chaque groupe comptait moins de 100 combattants, en raison des opérations menées contre eux par la Force publique de colombie.
Selon des informations en cours d’analyse par la Fiscalía General de la Nación, les Los Rastrojos auraient acheté en 2013 la franchise du Bloque Meta pour entamer une nouvelle phase criminelle, conséquence des revers infligés par les autorités et des désertions de membres vers d’autres bandes comme le Clan del Golfo.
Après les captures de Loco Barrera et de Jhonatan, ainsi que la mort de Pijarvey, les deux blocs sont passés aux mains du narcotrafiquant Mauricio Pachón Rozo, alias "Puntilla", réunifiant les deux groupes ; cette fois avec un nouveau nom : "Los Puntilleros", avec une base d'opérations dans les Llanos Orientales. De la même manière, Puntilla a pris le contrôle des activités liées au narcotrafic dans la région du Catatumbo après la mort d’alias Megateo, commandant du groupe dissident de l’EPL, avec lequel il entretenait une relation d'affaires ; parallèlement, il a formé, avec l’aide d’ex-paramilitaires, un réseau de sicaires à l’échelle nationale et internationale pour se débarrasser des anciens associés de Loco Barrera. Puntilla a été capturé par la police dans une ferme de Cimitarra (Santander) en février 2016.
Bien qu'il ait été sur le point de sortir de prison en avril 2017 pour expiration des délais (le parquet n’ayant pas formellement présenté d’acte d’accusation contre Puntilla lors du procès), il a été recapturé à la porte de la prison de haute sécurité de Cómbita (Boyacá), mais un juge lui a accordé la liberté pour vices de procédure lors de sa capture et il est resté fugitif jusqu'au 4 décembre 2018, lorsqu’il a été abattu par la police à Medellín lors d’une opération visant à le capturer,.
Celui qui a fini par assumer les activités illicites de ce capo après sa première capture fut le commandant du Bloque Libertadores del Vichada après la mort de Pijarvey : Javier Ignacio Rubio Cantor, alias Móvil 7, tout aussi impitoyable que son prédécesseur et promoteur de routes de narcotrafic vers le Venezuela et le Brésil. Móvil 7 a été abattu par la police dans une zone rurale de Puerto Carreño (Vichada) le 23 avril 2016, deux de ses complices ayant également été capturés. Un autre chef de ce bloc, Álvaro Enciso Arias, alias Venado, a été abattu en mai 2016.
Concernant le Bloque Meta, après la capture d’alias Jhonatan, il n’y a pas eu de leadership notable au sein du groupe, car ses chefs étaient rapidement capturés par la Force Publique de Colombie, le dernier en date étant en juillet 2016, avec l’arrestation de José Manuel Capera, alias Nube Negra, qui exerçait en tant que chef de cette organisation.
Quelques jours avant son arrestation, alias Jhonatan avait été contacté par Dairo Antonio Úsuga David, alias Otoniel, chef du groupe criminel Clan del Golfo, le plus grand de Colombie, pour lui proposer la vente du Bloque Meta à cette organisation et que Jhonatan soit sous ses ordres. Otoniel collaborait déjà avec l’autre groupe criminel des Llanos : le Bloque Libertadores del Vichada. Il avait même envoyé 150 hommes pour renforcer ce bloc, mais le défunt Pijarvey, méfiant des intentions de ces hommes, avait rompu l’alliance et déclaré la guerre. Après la mort de Pijarvey et la capture de Jhonatan, le chemin semblait dégagé pour que le Clan del Golfo prenne le contrôle de cette région.
Pour prévenir cette situation, la Police Nationale a lancé fin 2015 une opération dans la région pour démanteler les organisations criminelles qui s’y trouvaient, en attaquant leurs sources de revenus et en capturant ou en neutralisant leurs membres. L’objectif était également d’empêcher l’expansion du Clan del Golfo dans la région, ainsi que la formation de nouveaux groupes. Ce plan fut connu du grand public sous le nom d’Opération Athéna.
Le dernier chef des Puntilleros, Arnulfo Guzmán Hernández, alias Tigre, a été capturé le 22 septembre 2017 à Villavicencio (Meta), où il comptait célébrer la Saint-Valentin. Avec cette capture, selon les déclarations du ministère de la Défense, l’organisation est totalement démantelée, bien qu’elle soit en crise depuis un certain temps en raison des coups subis. Elle était même en train de nouer des alliances avec le Clan del Golfo dans la région pour survivre. Il est présumé que ce qu’il reste de l’organisation est entre les mains de la famille Pachón Rozo (parents du défunt Puntilla), se faisant appeler Los Monroy. Cette famille fait l’objet d’une procédure d’extinction de domaine de ses biens par les autorités. On parle même de contacts avec le Mexique et les États-Unis pour le trafic de stupéfiants.
En 2019, le colonel retraité de l’Armée nationale, Oscar Gómez, a été condamné pour faux positifs et liens avec alias Cuchillo et l’ERPAC.